# 劳斯莱斯闪灵
劳斯莱斯闪灵（英語：Rolls-Royce Spectre）是由劳斯莱斯汽车制造的大型豪华电动旅行车，于2023年在美国加利福尼亚州纳帕谷正式推出。闪灵是劳斯莱斯的首款电动汽车（EV），与第八代幻影和库里南架构相同
。